# Terry Wallis
Terry Wallis (Marianna, Arkansas, 7 de abril de 1964 - Searcy, Arkansas, 29 de marzo de 2022) fue un ciudadano estadounidense que, hasta el 11 de junio de 2003, había permanecido diecinueve años en estado vegetativo persistente.

## Vida
Terry Wallis nació el 7 de abril de 1964 en Arkansas, hijo de Angilee y Jerry Wallis. Seis semanas antes de su accidente, Wallis se convirtió en padre tras dar a luz su mujer Sandi (nacida en 1968) a su hija Amber.

## Accidente
Wallis quedó en coma al sufrir un accidente automovilístico en el que su camioneta resbaló desde un pequeño puente cerca del condado de Stone (Arkansas) el 13 de julio de 1984, lo que además resultó en la muerte de uno de sus amigos. La camioneta fue encontrada boca abajo en un lecho de río seco después de que Wallis se estrellara contra una barandilla y cayera alrededor de 7 metros. Se descubrió que no respondía y estaba inmovilizado, pero respiraba. El accidente lo dejó tetrapléjico en un asilo de ancianos de Mountain View. Un año después del accidente, el coma se estabilizó en un estado mínimamente consciente, pero los médicos creyeron que su condición era permanente.
En 2003 despertó de su estado de conciencia mínima y comenzó a hablar: cuando una enfermera le preguntó quién era la mujer que caminaba hacia él, él respondió "mamá"; creía que todavía tenía 20 años y aún era 1984.  Sus músculos se mantuvieron débiles ya que su familia no podía pagar la fisioterapia, pero se recuperó gradualmente durante un "período de despertar" de tres días en el que recuperó la capacidad de controlar algunas partes de su cuerpo y hablar con otros. Sin embargo, sigue discapacitado por las lesiones sufridas durante el accidente original, incluida la disartria de trastorno motor.
Wallis fue el tema del especial del programa BodyShock en 2005 "The Man Who Slept For 19 Years" realizado para Channel 4 en Reino Unido. El vídeo muestra a su madre y su hija alentándolo a hablar con los neurólogos para tratar de descubrir cómo había recuperado el habla después de tanto tiempo. El programa contó con la presencia de varios médicos reconocidos, entre ellos la Dra. Caroline McCagg, directora médica del Centro JFK para lesiones craneales en Nueva Jersey, el Dr. Joe Giacino, neuropsicólogo que dijo que el cerebro de Wallis retuvo mucha información antes de 1984, pero apenas después de 1984 porque Wallis perdió la capacidad de almacenar recuerdos nuevos y era esencialmente amnésico, y el Dr. Martin Gizzi, un neurólogo que demostró que, debido a daños en los lóbulos frontales, no podía procesar las experiencias en los recuerdos.
Utilizando tecnologías nuevas, Nicholas Schiff del Weill Cornell Medical College realizó escáneres cerebrales en Wallis. La hipótesis construida a partir de los estudios de imágenes es que el cerebro de Wallis volvió a conectar las neuronas que permanecieron intactas y formó nuevas conexiones para sortear las áreas dañadas.